# شارون أونيل
شارون أونيل (بالإنجليزية: Sharon O'Neill)‏ هي ملحنة ومغنية وكاتبة غنائية نيوزيلندية، ولدت في 23 نوفمبر 1952 في نيلسون في نيوزيلندا.

## وصلات خارجية
- شارون أونيل على موقع IMDb (الإنجليزية)
- شارون أونيل على موقع ميوزك برينز (الإنجليزية)
- شارون أونيل على موقع أول ميوزيك (الإنجليزية)
- شارون أونيل على موقع ديسكوغز (الإنجليزية)
- شارون أونيل على موقع قاعدة بيانات الفيلم (الإنجليزية)